# Gorgo
Gorgo (o. 495. – 429. pr. Kr.) bila je kraljica Sparte, kći Kleomena I., supruga kralja Leonide i majka kralja Pleistarha. Jedna je od malobrojnih žena koje Herodot spominje u svojim djelima.